# Harsewinkel
Harsewinkel – miasto w Niemczech, położone w kraju związkowym Nadrenia Północna-Westfalia, w rejencji Detmold, w powiecie Gütersloh. 
W 2013 roku liczyło 23 808 mieszkańców; w 2012 było ich 23 862.

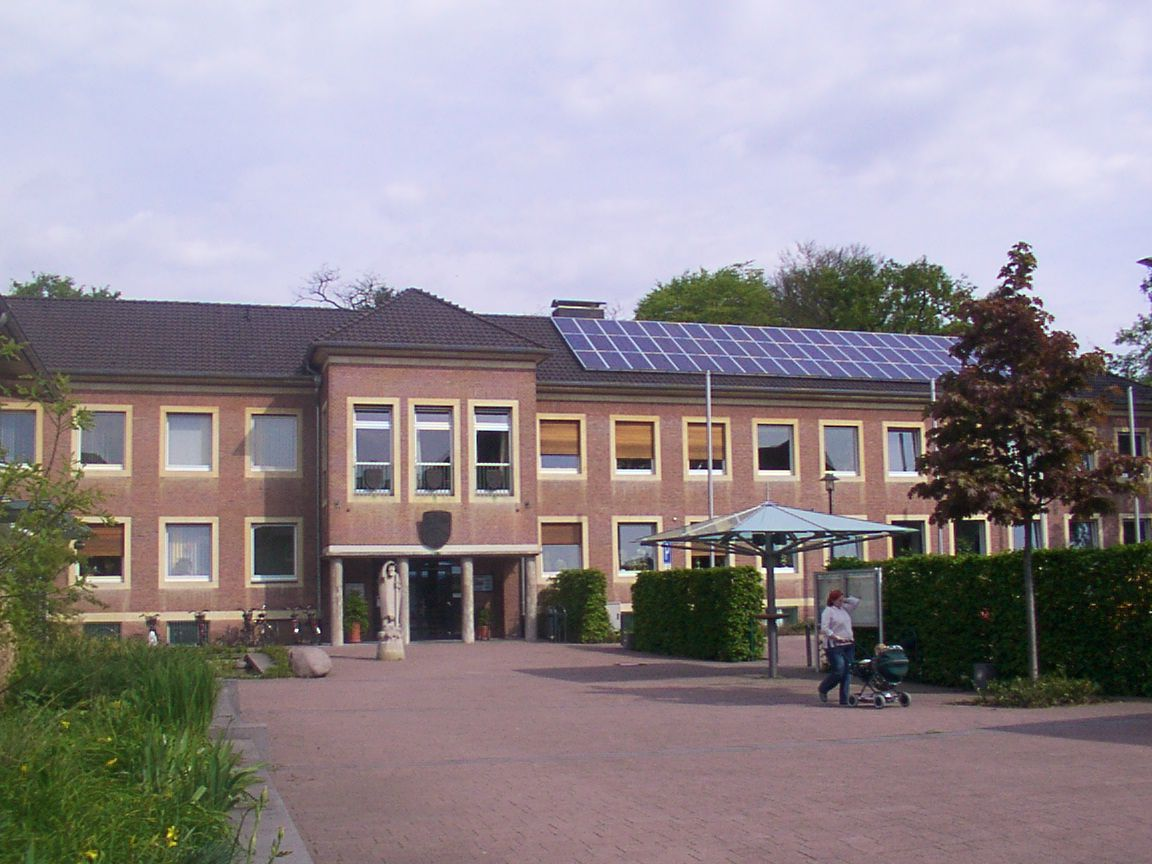
Ratusz w Harsewinkel